# Corylopsis glaucescens
Corylopsis glaucescens är en trollhasselart som beskrevs av Hand.-mazz.. Corylopsis glaucescens ingår i släktet Corylopsis och familjen trollhasselfamiljen. Inga underarter finns listade i Catalogue of Life.